# Camden (Alabama)
Camden – miasto w Stanach Zjednoczonych, w stanie Alabama, stolica hrabstwa Wilcox. W 2008 liczyło 2254 mieszkańców. W roku 2023 liczba mieszkańców spadła do 1710 osób, a gęstość zaludnienia do 157,3 osoby/km².